# Жанна д’Эврё
Жанна (Иоанна) д’Эврё (фр. Jeanne d'Évreux; 1310 — 4 марта 1371, замок Бри-Комт-Робер, Франция) — королева Франции в 1325—1328 годах, дочь Людовика Французского, графа д’Эврё, единокровного брата короля Филиппа IV Красивого, и Маргариты д’Артуа.

## Биография
В 1325 году Жанна д’Эврё стала третьей женой короля Франции Карла IV Красивого, приходившегося ей двоюродным братом. У супругов родилось три дочери:
- Жанна (1326—1328)
- Мария (1327—1341)
- Бланка (1328—1393), была выдана замуж за герцога Филиппа Орлеанского, брата короля Иоанна II Доброго; детей не имела.

С 25 декабря 1327 года Карл оказался прикованным болезнью к постели. Он умер 1 февраля 1328. Жанна в это время была беременна их третьим ребёнком. Регентом государства до рождения наследника стал Филипп Валуа. Через два месяца после смерти мужа Жанна разрешилась от бремени дочерью и, согласно салическому закону, ни новорождённая, ни её старшая сестра Мария не могли унаследовать отцовский трон. Мужская линия династии Капетингов пресеклась, и на французский престол вступил представитель боковой ветви дома — Филипп Валуа, кузен Карла IV. На трон претендовал также король Англии Эдуард III. Это и послужило спустя 9 лет одной из причин Столетней войны.
Жанна получила во владение город Бри-Комт-Робер.
Она скончалась 4 марта 1371 года в замке Бри-Комт-Робер, в Иль-де-Франс, в двадцати милях к юго-востоку от Парижа. Была похоронена рядом с мужем в базилике Сен-Дени, некрополе французских королей.

## Наследие
До наших дней дошли две вещи, принадлежавшие Жанне: её книга молитв и статуя Мадонны с Младенцем. Молитвенник, известный как Часослов Жанны д'Эврё представляет собой небольшой иллюминированный манускрипт. Он был изготовлен между 1324 и 1328 годами французским миниатюристом Жаном Пюселем, вероятно, в качестве подарка Жанне от её мужа Карла IV Красивого. В настоящее время находится в музее Метрополитен в Нью-Йорке. Статуэтка Мадонны с Младенцем была подарена Жанной аббатству Сен-Дени в 1339 году. Сейчас хранится в Лувре.

## В массовой культуре
Жанна д’Эврё — одно из действующих лиц романов «Французская волчица» и «Лилия и лев» из цикла «Проклятые короли» Мориса Дрюона. А также упоминается в романе «Когда король губит Францию» того же цикла.